# Pico del Salvaje
El Pico del Salvaje (9°06′00″N 70°35′00″O / 9.1, -70.5833333) es una formación de montaña ubicada en el extremo sur del Estado Trujillo, Venezuela. A una altitud de 3.514 m s. n. m., el Pico del Salvaje es una de las montañas más altas en Trujillo.

## Ubicación
El Pico del Salvaje se encuentra en el límite sur del Estado Trujillo con Mérida, al norte de la población de Tuñame y al este de Esnujaque. El Pico Del Salvaje es también límite sur del municipio Monte Carmelo con el vecino municipio Rangel, ambos en Trujillo, desde La Puerta hasta Las Siete Lagunas más adelante del Salvaje.

## Geografía
El Pico del Salvaje se encuentra al norte de Alto del Arenal, a un costado del Paso de Palmarito, un extenso conglomerado rocoso subyacente a la cuenca del río Cachiri y que va desde los Andes merideños hasta la Serranía del Perijá. Basado en estudios de la región, el conglomerado donde se asienta el Pico del Salvaje y sus alrededores constituyen lutitas marinas. Hacia el sur, en los alrededores de la carretera de Mucuchachí a Santa Bárbara de Barinas por el Alto del Arenal la acumulación es parte roca clástica con continuidad que va de arenosa a limosa donde se han encontrado fósiles de restos de plantas e invertebrados; que pasa luego a hacerse calcáreas donde han aparecido fósiles marinos.